# Henry Mill
Henry Mill, född 1683, död 26 december 1771 i London, var en brittisk uppfinnare som patenterade den första skrivande maskinen 1714.

## Biografi
Mill var äldsta sonen till Andrew och Dorothy Mill och enligt hans epitaf var han en släkting till Sir Hugh Myddelton. Han började arbeta 1720 som ingenjör för New River Company. Mills dödsannons i Gentleman's Magazine uppger att han uppförde vattenverk i Northampton. Mill anställdes av Sir Robert Walpole för att bygga upp vattenförsörjningen för Houghton Hall.  Mill anställde själv senare i livet Robert Mylne som assistent. Han dog ogift i sitt hus i Strand, London, och begravdes i Breamore Church, nära Salisbury, med en lång epitaf till hans minne. I epitafen anges att han var 87 år gammal, men enligt folkregistret var han 88 år gammal.

## Uppfinningar
Mill arbetade som vattenverkstekniker för New River Company och lämnade in två patentansökningar under sin livstid. Den ena var för en bussfjäder, medan den andra var för en "Machine for Transcribing Letters". Maskinen som han uppfann tycks utifrån patentet ha likat en skrivmaskin, men ingenting mera är känt. Andra tidiga utvecklare av skrivmaskiner är Pellegrino Turri. Många av dessa tidiga maskiner, inklusive Turris, utvecklades för att göra det möjligt för blinda personer att skriva.
År 1706 erhöll Mill ett patent (nr 376) på en förbättring av transportfjädrar, och 1714 ytterligare ett patent (nr 395) på en anordning "för att trycka eller transkribera bokstäver enskilt eller i följd efter varandra, så snyggt och exakt att de inte kan skiljas från tryckt text, mycket användbar i kontrakt och offentliga handlingar ". Patentet innehåller ingen beskrivning av apparaten, men det har betraktats som det första förslaget till en skrivmaskin.